# Justicia (Madrid)
Justicia es un barrio de Madrid perteneciente al distrito Centro. Tiene una población estimada, a inicios de febrero de 2022, de 18 154 habitantes.
El nombre del barrio se debe a que históricamente ha acogido las sedes del Tribunal Supremo y del Tribunal de Cuentas. También dentro del barrio se encuentra la zona de Chueca, que se convirtió desde mediados de los años 1990 en el barrio gay de Madrid.

## Límites
El barrio se encuentra limitado por las calles de Sagasta y Génova por el norte, el paseo de Recoletos por el este, la calle de Fuencarral por el oeste y las calles Gran Vía y Alcalá por el sur.

## Transportes

### Cercanías Madrid
La estación de Recoletos (C-2, C-7, C-8 y C-10) se encuentra bajo el Paseo de Recoletos, bajo el límite este del barrio. También se encuentra muy cercana la estación de Sol (C-3 y C-4).

### Metro de Madrid
Las líneas 1, 2, 4, 5 y 10 pasan y paran en el barrio. La línea 2 da servicio al extremo sur del barrio con la estación Banco de España, mientras que la línea 1 hace lo propio con el extremo oeste (Bilbao, Tribunal y Gran Vía) y la línea 4 con el norte (Bilbao, Alonso Martínez y Colón). Las líneas 5 y 10 cruzan el barrio por la mitad y paran en Alonso Martínez, Chueca y Gran Vía, y Alonso Martínez y Tribunal, respectivamente.

### Autobuses
| Línea             | Terminales                                     |
| ----------------- | ---------------------------------------------- |
| 1                 | Cristo Rey – Prosperidad                       |
| 2                 | Manuel Becerra – Reina Victoria                |
| 3                 | Puerta de Toledo – San Amaro                   |
| 5                 | Sol/Sevilla – Estación de Chamartín            |
| 7                 | Alonso Martínez – Manoteras                    |
| 9                 | Sevilla – Hortaleza                            |
| 10                | Cibeles – Palomeras                            |
| 14                | Conde de Casal – Avda. Pío XII                 |
| 15                | Sol/Sevilla – La Elipa                         |
| 20                | Sol/Sevilla – Pavones                          |
| 21                | Pº Pintor Rosales – Bº El Salvador             |
| 27                | Embajadores – Pza. Castilla                    |
| 34                | Cibeles – Las Águilas                          |
| 37                | Cuatro Caminos – Puente de Vallecas            |
| 40                | Tribunal – Alfonso XIII                        |
| 45                | Legazpi – Avda. Reina Victoria                 |
| 46                | Sevilla – Moncloa                              |
| 51                | Sol/Sevilla – Plaza Perú                       |
| 52                | Sevilla – Santamarca                           |
| 53                | Sol/Sevilla – Arturo Soria                     |
| 74                | Pº Pintor Rosales – Parque de las Avenidas     |
| 146               | Callao – Los Molinos                           |
| 147               | Callao – Barrio del Pilar                      |
| 149               | Tribunal – Pza. Castilla                       |
| 150               | Sol/Sevilla – Virgen del Cortijo               |
| 001               | Estación de Atocha - Moncloa                   |
| 002               | Puerta de Toledo - Argüelles                   |
| C03               | Puerta de Toledo - Argüelles                   |
| N1                | Cibeles – Sanchinarro                          |
| N2                | Cibeles – Valdebebas                           |
| N3                | Cibeles – Feria de Madrid                      |
| N4                | Cibeles – Barajas                              |
| N5                | Cibeles – Colonia Fin de Semana                |
| N6                | Cibeles – El Cañaveral                         |
| N7                | Cibeles – Valderrivas                          |
| N8                | Cibeles – Pavones                              |
| N9                | Cibeles – Ensanche de Vallecas                 |
| N10               | Cibeles – Palomeras                            |
| N11               | Cibeles – Madrid Sur                           |
| N12               | Cibeles – Butarque                             |
| N13               | Cibeles – Colonia San Cristóbal de los Ángeles |
| N14               | Cibeles – Villaverde Alto                      |
| N15               | Cibeles – Hospital 12 de Octubre               |
| N16               | Cibeles – Avenida de la Peseta                 |
| N17               | Cibeles – Carabanchel Alto                     |
| N18               | Cibeles – Las Águilas                          |
| N19               | Cibeles – Colonia San Ignacio de Loyola        |
| N20               | Cibeles – Pitis                                |
| N21               | Cibeles – Arroyo del Fresno                    |
| N22               | Cibeles – Barrio de La Paz                     |
| N23               | Cibeles – Montecarmelo                         |
| N24               | Cibeles – Las Tablas                           |
| N25               | Alonso Martínez – Villa de Vallecas            |
| N26               | Alonso Martínez – Aluche                       |
| Exprés Aeropuerto | Atocha – Aeropuerto                            |
| Exprés Aeropuerto | Cibeles – Aeropuerto                           |
| M1                | Sol/Sevilla – Embajadores                      |